# .cn
.cnは国別コードトップレベルドメイン（ccTLD）の一つで、中華人民共和国に割り当てられる。.cnの導入は1987年。中華人民共和国情報産業部（中华人民共和国信息产业部、Ministry Of Information Industry Of the People's Republic Of China）が管理している（情報産業部とは、総務省内の情報流通行政局・総合通信基盤局等にあたる中国の行政機関）。登録は中国ネットワークインフォメーションセンター（中国互联网络信息中心、China Internet Network Information Center、通称CNNIC）が行っている。

## セカンドレベルドメイン

### 団体型ドメイン
- .ac.cn：研究機関
- .com.cn：会社
- .edu.cn：教育機関
- .gov.cn：政府関連機関
- .net.cn：インターネット組織
- .org.cn：中国国内団体
- .mil.cn：中国軍関連機関

### 地域型ドメイン
- .ah.cn : 安徽省
- .bj.cn : 北京
- .cq.cn : 重慶
- .fj.cn : 福建省
- .gd.cn : 広東省
- .gs.cn : 甘粛省
- .gz.cn : 貴州省
- .gx.cn : 広西チワン族自治区
- .ha.cn : 海南省
- .hb.cn : 河北省
- .he.cn : 河南省
- .hi.cn : 湖北省
- .hl.cn : 黒竜江省
- .hn.cn : 湖南省
- .jl.cn : 吉林省
- .js.cn : 江蘇省
- .jx.cn : 江西省
- .ln.cn : 遼寧省
- .nm.cn : 内モンゴル自治区
- .nx.cn : 寧夏回族自治区
- .qh.cn : 青海省
- .sc.cn : 四川省
- .sd.cn : 山東省
- .sh.cn : 上海
- .sn.cn : 陝西省
- .sx.cn : 山西省
- .tj.cn : 天津
- .xj.cn : 新疆ウイグル自治区
- .xz.cn : チベット自治区
- .yn.cn : 雲南省
- .zj.cn : 浙江省
- .tw.cn : 台湾省[1]
- .hk.cn : 香港特別行政区[2]
- .mo.cn : 澳門特別行政区[3]

## 国際化ドメイン名
中国語の国際化ドメイン名は .cn ドメインの下のセカンドレベルドメインとして登録される。
2010年6月25日、ICANNはCNNICによる .中国（簡体字、Punycode: xn--fiqs8s）と .中國（繁体字、Punycode xn--fiqz9s）の2つの国際化ccTLDの使用を承認した。これらのccTLDは2010年7月にルートDNSに登録された。

## 検閲

### Googleの対応
過去にアメリカのGoogleが中国政府からの要請を受け、検索ワードに「天安門事件」や「法輪功」などを入力した場合、検閲に引っ掛かって表示させなくする、あるいは意図したサイトのみ表示させるようにしたことで非難を浴びた。しかしながら、これはホスト名の末尾が「.cn」の端末から特定の検索ワードを入力した時にのみ、検索結果を表示させなくする簡素なものだったため、末尾が.cn以外やホスト名を持たない端末から検索した場合は、普通に表示されていた。
なお、中国からの接続についてはGmailやGoogle newsにも制限を加えている。